# Liste de jeux PC booter
La liste de jeux PC booter répertorie les jeux vidéo du type PC booter.
| Titre                                              | Année de parution | Genre                    | Éditeur                                                      |
| -------------------------------------------------- | ----------------- | ------------------------ | ------------------------------------------------------------ |
| 3-K Trivia                                         | 1984              | Stratégie                | IBM                                                          |
| Ace of Aces                                        | 1986              | Combat flight simulator  | Accolade Inc. / Artech Digital Entertainment                 |
| Agent USA                                          | 1984              | Aventure / Stratégie     | Scholastic Corporation / Tom Snyder Productions              |
| Alley Cat                                          | 1984              | Plates-formes            | IBM / Synapse Software                                       |
| Alpine Encounter, The                              | 1985              | Aventure                 | Random House                                                 |
| Amnesia                                            | 1986              | Aventure                 | Electronic Arts                                              |
| Apple Panic                                        | 1982              | Plates-formes / Aventure | Brøderbund                                                   |
| Archon: The Light and the Dark                     | 1984              | Stratégie                | Electronic Arts / Free Fall Associates                       |
| Attack On Altair                                   | 1983              | Action / Arcade          | Windmill Software                                            |
| Battlezone                                         | 1983              | Action / Arcade          | Atari                                                        |
| BC's Quest for Tires                               | 1984              | Action                   | Sierra On-line / Sydney Development                          |
| Below the Root                                     | 1984              | Aventure                 | Windham Classics / Dale Disharoon                            |
| Beneath Apple Manor                                | 1983              | RPG                      | Quality Software                                             |
| Beyond Castle Wolfenstein                          | 1984              | Stealth game             | Muse Software                                                |
| Big Top                                            | 1983              | Plates-formes            | Funtastic/ Michael Abrash                                    |
| Black Cauldron, The                                | 1986              | Aventure                 | Sierra On-line                                               |
| Borrowed Time                                      | 1985              | Aventure                 | Activision / Interplay Productions                           |
| Boulder Dash                                       | 1984              | Action / Arcade          | First Star Software                                          |
| Boulderdash II: Rockford's Revenge                 | 1985              | Action / Arcade          | First Star Software                                          |
| Bruce Lee                                          | 1984              | Plates-formes            | Datasoft                                                     |
| Buck Rogers: Planet of Zoom                        | 1984              | Action / Arcade          | Sega                                                         |
| Burgertime                                         | 1982              | Plates-formes            | Mattel Electronics / Data East                               |
| Centipede                                          | 1983              | Arcade                   | Atarisoft                                                    |
| Championship Lode Runner                           | 1984              | Plates-formes            | Brøderbund Software                                          |
| Chess88                                            | 1984              | Jeu de société           | Unknown                                                      |
| Climber 5                                          | 1987              | Plates-formes            | COMPUTE! Publications                                        |
| Commando                                           | 1987              | Run and Gun              | Quicksilver / Data East                                      |
| Conflict in Vietnam                                | 1986              | Simulation               | MicroProse                                                   |
| Congo Bongo                                        | 1984              | Isometric Plate-formeser | Sega                                                         |
| Conquest                                           | 1983              | Plates-formes            | Windmill Software                                            |
| Cosmic Crusader                                    | 1982              | Fixed Shooter            | Michael Abrash / Funtastic                                   |
| Crossfire                                          | 1981              | Action                   | Jay Sullivan / Sierra On-Line                                |
| Crusade in Europe                                  | 1985              | Simulation               | MicroProse                                                   |
| Crypto Cube                                        | 1983              | Casse-tête               | DesignWare                                                   |
| Cutthroats                                         | 1984              | Fiction interactive      | Infocom                                                      |
| Cyborg                                             | 1982              | Fiction interactive      | Sentient Software / Softsmith Software                       |
| Czorian Siege                                      | 1983              | Arcade                   | Computer Applications Unlimited / Howard W. Sams             |
| Deadline                                           | 1982              | Fiction inteactive       | Infocom                                                      |
| Decision in the Desert                             | 1985              | Simulation               | MicroProse                                                   |
| Defender                                           | 1980              | Scrolling shooter        | Williams Electronics                                         |
| Defender of the Crown                              | 1987              | Stratégie game           | Master Designer Software / Mirrorsoft                        |
| Demon Attack                                       | 1982              | Fixed Shooter            | Imagic                                                       |
| Demon's Forge                                      | 1981              | Aventure                 | Saber Software                                               |
| Destroyer                                          | 1986              | Simulation               | Epyx                                                         |
| Dig Dug                                            | 1982              | Maze                     | Namco / Atari                                                |
| Digger                                             | 1983              | Arcade                   | Windmill Software                                            |
| Donald Duck's Playground                           | 1986              | Educational              | Sierra On-Line                                               |
| Donkey Kong                                        | 1982              | Plates-formes            | Nintendo / Coleco                                            |
| Dr. J and Larry Bird Go One on One                 | 1983              | Sport                    | Electronic Arts                                              |
| Dunjonquest: Morloc's Tower                        | 1979              | Dungeon crawl            | Epyx / Automated Simulations                                 |
| Earthly Delights                                   | 1983              | Aventure                 | Datamost                                                     |
| Eden Blues                                         | 1987              | Aventure                 | ERE Informatique                                             |
| Enchanter                                          | 1986              | Text Aventure            | Infocom                                                      |
| Evolution                                          | 1982              | Action                   | Sydney Development Corp.                                     |
| Exterminator, The                                  | 1982              | Action                   | Nufekop / Bubble Bus Software                                |
| F-15 Strike Eagle                                  | 1984              | Combat flight simulator  | MicroProse                                                   |
| FaceMaker                                          | 1982              | Educational              | DesignWare / Spinnaker Software Corporation                  |
| Five-a-Side Indoor Soccer                          | 1986              | Sport                    | Mastertronic Group                                           |
| Fleet Sweep                                        | 1983              | Arcade                   | Mirror Images Software                                       |
| Floppy Frenzy                                      | 1982              | Arcade                   | Windmill Software                                            |
| Forbidden Castle                                   | 1985              | Aventure                 | Angelsoft / Mindscape                                        |
| Forbidden Quest                                    | 1983              | Aventure                 | Pryority Software                                            |
| Fourth Protocol, The                               | 1985              | Aventure                 | Electronic Pencil Company / Hutchinson Computer Publishing   |
| Freddy Fish                                        | 1983              | Arcade                   | Mirror Images Software                                       |
| Freddy Hardest                                     | 1988              | Plates-formes            | Dinamic Software                                             |
| FriendlyWare P.C. Arcade                           | 1983              | Action                   | FriendlySoft                                                 |
| FriendlyWare PC Introductory Set                   | 1983              | Action                   | FriendlySoft                                                 |
| Frogger                                            | 1983              | Arcade                   | Konami / Sierra On-Line                                      |
| Frogger II: Three Deep                             | 1984              | Action                   | Parker Brothers / Sega                                       |
| Full Count Baseball                                | 1984              | Sport                    | Lance Haffner Games                                          |
| Galactic Gladiators                                | 1983              | Tactical Combat          | Strategic Simulations                                        |
| Galaxian                                           | 1983              | Fixed Shooter            | Namco, Atari                                                 |
| Game Over                                          | 1987              | Run and Gun              | Dinamic Software, Imagine Software                           |
| Game Over II                                       | 1987              | Shoot em' up             | Dinamic Software                                             |
| Gamma Force in Pit of a Thousand Screams           | 1988              | Text Aventure            | Tom Snyder Productions, Infocom                              |
| Ghostbusters                                       | 1986              | Miscellaneous            | Activision                                                   |
| Gremlins                                           | 1984              | Fixed Shooter            | Atari                                                        |
| Guerrilla War                                      | 1987              | Run and Gun              | SNK, Data East                                               |
| Hacker II: The Doomsday Papers                     | 1986              | Casse-tête/Stratégie     | Activision                                                   |
| Hard Hat Mack                                      | 1984              | Plates-formes            | Electronic Arts                                              |
| Harrier Combat Simulator                           | 1987              | Simulation               | Mindscape                                                    |
| HellCat Ace                                        | 1984              | First Person Shooter     | MicroProse                                                   |
| High Stakes                                        | 1986              | Card Game                | Angelsoft, Mindscape                                         |
| Hitchhiker's Guide to the Galaxy, The              | 1984              | Fiction inteactive       | Infocom                                                      |
| Hobbit, The                                        | 1983              | Text Aventure            | Beam Software, Melbourne House                               |
| Holy Grail, The                                    | 1984              | Aventure                 | Hayden Software                                              |
| I, Damiano: The Wizard of Partestrada              | 1985              | Text Aventure            | Imagic, Bantam Software                                      |
| Ikari Warriors                                     | 1987              | Run and Gun              | SNK, Data East                                               |
| Ikari Warriors II: Victory Road                    | 1988              | Run and Gun              | SNK, Data East                                               |
| Indianapolis 500: The Simulation                   | 1989              | Racing                   | Electronic Arts                                              |
| Infidel                                            | 1983              | Fiction inteactive       | Infocom                                                      |
| International Hockey                               | 1987              | Sport                    | Artworx Software, Superior Quality Software                  |
| J-Bird                                             | 1983              | Casse-tête               | Orion Software                                               |
| James Bond 007: Goldfinger                         | 1986              | Text Aventure            | Angelsoft, Mindscape                                         |
| John Elway's Quarterback                           | 1988              | Sport                    | Leland Corporation, Melbourne House                          |
| Joust                                              | 1983              | Plates-formes            | Williams Electronics, Atari                                  |
| Jumpman                                            | 1984              | Plates-formes/Casse-tête | Epyx, IBM                                                    |
| Jungle Hunt                                        | 1983              | Action                   | Taito, Atari                                                 |
| Karnov                                             | 1989              | Plates-formes            | Data East                                                    |
| Kindercomp                                         | 1983              | Educational              | Spinnaker Software Corporation                               |
| King's Quest: Quest for the Crown                  | 1984              | Aventure                 | Sierra On-Line                                               |
| King's Quest II: Romancing the Throne              | 1985              | Aventure                 | Sierra On-Line                                               |
| Kobyashi Naru                                      | 1987              | Aventure                 | Mastertronic                                                 |
| Lane Mastodon vs. the Blubbermen                   | 1988              | Aventure                 | Tom Snyder Productions, Infocom                              |
| Last Mission, The                                  | 1987              | Action                   | Opera Soft                                                   |
| Lock On                                            | 1987              | First Person Shooter     | Tatsumi Electronics, Data East                               |
| Lode Runner                                        | 1983              | Plates-formes/Casse-tête | Brøderbund, Ariolasoft                                       |
| Marble Madness                                     | 1986              | Plates-formes/Racing     | Brøderbund, Ariolasoft                                       |
| Master Miner                                       | 1983              | Arcade                   | Funtastic                                                    |
| Math Maze                                          | 1983              | Racing                   | DesignWare                                                   |
| Metropolis                                         | 1987              | Simulation               | Arcadia Systems, Melbourne House                             |
| MicroLeague Baseball                               | 1984              | Sport                    | MicroLeague Sport Association, MicroLeague Multimedia        |
| Microsoft Adventure                                | 1981              | Text Aventure            | Microsoft, IBM                                               |
| Microsoft Decathlon                                | 1982              | Sport                    | Microsoft, IBM                                               |
| Microsoft Flight Simulator 1.0                     | 1982              | Simulation               | subLOGIC, Microsoft                                          |
| Microsoft Flight Simulator 2.0                     | 1984              | Simulation               | subLOGIC, Microsoft                                          |
| Mindshadow                                         | 1984              | Aventure                 | Interplay Entertainment, Activision                          |
| Mine Shaft                                         | 1983              | Casse-tête               | Sierra On-Line, IBM                                          |
| Miner 2049er                                       | 1983              | Plates-formes/Casse-tête | Big Five Software, Micro Fun                                 |
| Montezuma's Revenge                                | 1984              | Plates-formes            | Parker Brothers, BCI Software                                |
| Moon Bugs                                          | 1983              | Arcade                   | Windmill Software                                            |
| Moon Patrol                                        | 1983              | Scrolling Shooter        | Irem, Atari                                                  |
| Mouser                                             | 1983              | Plates-formes/Casse-tête | Gebelli Software, IBM                                        |
| Ms. Pac-Man                                        | 1983              | Maze                     | General Computer Corporation, Midway, Atari                  |
| Murder on the Zinderneuf                           | 1984              | Aventure                 | Free Fall Associates, Electronic Arts                        |
| Narco Police                                       | 1989              | Action/Shooter           | Iron Byte, Dinamic Software                                  |
| Night Mission Pinball                              | 1982              | Pinball                  | subLOGIC                                                     |
| Night Stalker                                      | 1983              | Maze                     | Mattel Electronics                                           |
| Oil's Well                                         | 1984              | Maze                     | Sierra On-Line                                               |
| Pac-Man                                            | 1983              | Maze                     | Namco, Atari                                                 |
| Paratrooper                                        | 1982              | Shooter                  | Greg Kuperberg, Orion Software                               |
| PC Pool                                            | 1983              | Sport                    | Hesware, IBM                                                 |
| PC Pool Challenges                                 | 1984              | Sport                    | Hesware, IBM                                                 |
| PC-Man                                             | 1982              | Maze                     | Orion Software                                               |
| Pinball Construction Set                           | 1985              | Pinball                  | Electronic Arts                                              |
| Pitfall II: Lost Caverns                           | 1984              | Plates-formes            | Activision                                                   |
| Pitstop II                                         | 1984              | Racing                   | Synergistic Software, Epyx                                   |
| Planetfall                                         | 1983              | Fiction inteactive       | Infocom                                                      |
| Portal                                             | 1986              | RPG                      | Nexa Corporation, Activision                                 |
| Prowler                                            | 1987              | Simulation               | Icon Design Ltd., Mastertronic                               |
| Rasterscan                                         | 1987              | Casse-tête               | Binary Design, Mastertronic                                  |
| Rescue at Rigel                                    | 1980              | RPG                      | Epyx                                                         |
| River Raid                                         | 1984              | Scrolling Shooter        | Activision                                                   |
| Robotron: 2084                                     | 1983              | Fixed Shooter            | Williams Electronic Games, Atari                             |
| Rollo And The Brush Bros                           | 1983              | Casse-tête               | Windmill Software                                            |
| Satan                                              | 1990              | Plates-formes            | Dinamic Software                                             |
| ScubaVenture                                       | 1983              | Arcade                   | Gebelli Software, IBM                                        |
| Seastalker                                         | 1984              | Fiction inteactive       | Infocom                                                      |
| Serpentine                                         | 1982              | Action                   | Brøderbund                                                   |
| Seven Cities of Gold, The                          | 1987              | Aventure                 | Ozark Softscape, Electronic Arts                             |
| Shamus                                             | 1984              | Action                   | Cathryn Mataga, sous le nom William Mataga, Synapse Software |
| Sherlock Holmes: Another Bow                       | 1985              | Aventure                 | Imagic, Bantam Software                                      |
| Sid Meier's Pirates!                               | 1987              | Action/Aventure          | MicroProse                                                   |
| Sidewinder                                         | 1988              | Shoot em' up             | Synergistic Software, Arcadia Systems                        |
| Sierra Championship Boxing                         | 1985              | Sport                    | Evryware, Sierra On-Line                                     |
| Silent Service                                     | 1986              | Submarine simulator      | MicroProse                                                   |
| Slugger, The                                       | 1988              | Sport                    | Ocean Software, Mastertronic                                 |
| Snack Attack II                                    | 1982              | Maze                     | Funtastic                                                    |
| Solo Flight                                        | 1983              | Simulation               | MicroProse                                                   |
| Solomon's Key                                      | 1988              | Casse-tête               | Tecmo, U.S. Gold                                             |
| Sorcerer                                           | 1984              | Text Aventure            | Infocom                                                      |
| Space Strike                                       | 1982              | Arcade                   | Michael Abrash, Datamost                                     |
| Spiderbot                                          | 1988              | Plates-formes            | Addictive Games, Epyx                                        |
| Spitfire Ace                                       | 1984              | Flying Shooter           | MicroProse                                                   |
| Spy Hunter                                         | 1984              | Vehicular combat         | Midway, Sega                                                 |
| Starcross                                          | 1982              | Fiction inteactive       | Infocom                                                      |
| Stargate                                           | 1983              | Scrolling shooter        | Williams Electronic Games, Atari                             |
| Storm                                              | 1987              | Casse-tête               | Mastertronic                                                 |
| Stratégie Games                                    | 1983              | Stratégie                | IBM                                                          |
| Styx                                               | 1983              | Casse-tête               | Windmill Software                                            |
| Sub Mission                                        | 1987              | Shooter                  | Tom Snyder Productions, Mindscape                            |
| Summer Games II                                    | 1986              | Sport                    | Epyx                                                         |
| Super Boulder Dash                                 | 1986              | Arcade                   | First Star Software, Electronic Arts                         |
| Super Football Sunday                              | 1985              | Sport                    | Quest Inc., Avalon Hill                                      |
| Super Zaxxon                                       | 1984              | Shoot em' up             | Sega                                                         |
| Suspect                                            | 1984              | Fiction inteactive       | Infocom                                                      |
| Suspended                                          | 1983              | Fiction inteactive       | Infocom                                                      |
| Tag Team Wrestling                                 | 1985              | Sport                    | Data East                                                    |
| Tapper                                             | 1983              | Action                   | Marvin Glass and Associates, Midway                          |
| Tass Times in Tonetown                             | 1986              | Aventure                 | Brainwave Creations, Interplay Productions, Activision       |
| Timothy Leary's Mind Mirror                        | 1986              | Fiction inteactive       | Futique, Electronic Arts                                     |
| Touchdown Football                                 | 1984              | Sport                    | Imagic, IBM                                                  |
| Tracer Sanction, The                               | 1984              | Aventure                 | Interplay Productions, Activision                            |
| Trilogy                                            | 1987              | Aventure                 | Mastertronic                                                 |
| Trivia 101                                         | 1984              | Educational              | Digital Learning Systems, IBM                                |
| Troll's Tale                                       | 1984              | Aventure                 | Sierra On-Line                                               |
| TV and Cinema 101: Trivia from Talkies to Trekkies | 1984              | Game Show                | Digital Learning Systems, IBM                                |
| Ulysses and the Golden Fleece                      | 1982              | Hi-Res Aventure          | Sierra On-Line                                               |
| Voodoo Island                                      | 1985              | Text Aventure            | Angelsoft, Mindscape                                         |
| Warrior of Ras: Volume I - Dunzhin                 | 1982              | RPG                      | Intelligent Statements Inc., Computer Applications Unlimited |
| Will Harvey's Music Construction Set               | 1984              | Educational              | Electronic Arts                                              |
| Winter Games                                       | 1986              | Sport                    | Epyx                                                         |
| Witness, The                                       | 1983              | Fiction inteactive       | Infocom                                                      |
| Wizard and the Princess                            | 1982              | Aventure                 | On-Line Systems                                              |
| Wizardry: Proving Grounds of the Mad Overlord      | 1984              | RPG                      | Sir-Tech                                                     |
| Wizardry II: The Knight of Diamonds                | 1985              | RPG                      | Sir-Tech                                                     |
| Wizardry III: Legacy of Llylgamyn                  | 1986              | RPG                      | Sir-Tech                                                     |
| Wizardry IV: The Return of Werdna                  | 1987              | RPG                      | Sir-Tech                                                     |
| Wizardry V: Heart of the Maelstrom                 | 1988              | RPG                      | Sir-Tech                                                     |
| Wizball                                            | 1987              | Shoot 'em up             | Sensible Software, Ocean Software                            |
| Word Spinner                                       | 1984              | Educational              | The Learning Company                                         |
| World Games                                        | 1986              | Sport                    | K-Byte, Epyx                                                 |
| World Karate Championship                          | 1986              | Fighting                 | Epyx / System 3                                              |
| World's Greatest Baseball Game, The                | 1985              | Sport                    | Quest Inc., Epyx                                             |
| Zaxxon                                             | 1984              | Arcade                   | Sega                                                         |
| Zork: The Great Underground Empire                 | 1982              | Fiction inteactive       | Infocom                                                      |
| Zork II: The Wizard of Frobozz                     | 1983              | Fiction inteactive       | Infocom                                                      |
| Zork III: The Dungeon Master                       | 1984              | Fiction inteactive       | Infocom                                                      |
| ZorkQuest: Assault on Egreth Castle                | 1988              | Aventure                 | Tom Snyder Productions, Infocom                              |
| ZorkQuest: The Crystal of Doom                     | 1989              | Aventure                 | Tom Snyder Productions, Infocom                              |
| Zyll                                               | 1984              | RPG                      | IBM                                                          |